# José Andrés Padrón
José Andrés Padrón Chacín (Cabimas, 13 de mayo de 1992), es un cantante, actor de doblaje, periodista y presentador venezolano; conocido por ser uno de los conductores de Súper Sábado Sensacional además de ser presentador del certamen de belleza, el Miss Venezuela desde 2018.

## Biografía
Nace en Cabimas el 13 de mayo de 1992, pero su infancia transcurrió en Maracaibo, Zulia. Desde los 13 años hacía radio en Cabimas, durante el bachillerato en su adolescencia.

### Estudios
Estudió Comunicación Social en la Universidad del Zulia, obteniendo el título en la mención de Periodismo audiovisual en tiempo récord en solo 3 años. Luego de dirigirse a la Caracas para continuar con sus estudios obteniendo allí mención honorífica cum laude en Comunicación Social.

### Carrera
Su carrera en la televisión inició en 2015 en el canal Venevisión, donde es uno de los ganadores de la tercera temporada del reality show Generación S en el renglón de cantantes. En 2016 pasa a ser uno de los animadores de Súper Sábado Sensacional. Fue presentador del certamen Miss Houston Venezuela. Junto a Fanny Ottati desde 2016 conduce “Los Sensacionales” en Advanta 98.7 fm.
En 2017 condujo el programa especial de los Premios Juventud, así como los premios Latín Grammy en Venevisión. 
En 2018 también condujo el programa especial de Premio Lo Nuestro. Luego pasó a ser animador en la prensa del Miss Venezuela. Desde 2018 es copresentador de la ceremonia oficial del Mis Venezuela.
En Súper Sábado Sensacional conduce segmentos como “El show está en la calle”  y "Rincón Social". También se convierte en uno de los animadores oficiales del Miss Venezuela.
Desde 2020 se encuentra presentando  "FlashBack", inicialmente junto a Mariangel Ruiz, actualmente es único presentador del programa.
En mayo de 2020 empezó a presentar segmentos en la revista Portadas al Día

## Filmografía

### Televisión
| Año             | Título                                  | Cadena     | Notas                                                                      |
| --------------- | --------------------------------------- | ---------- | -------------------------------------------------------------------------- |
| 2015            | Generación S                            | Venevisión | Temporada 3; Ganador                                                       |
| 2015–2023       | Súper Sábado Sensacional                | Venevisión | Coanimador                                                                 |
| 2016–2019       | Miss Houston Venezuela                  |            | Presentador                                                                |
| 2016–2017       | El show está en la calle                | Venevisión | Segmento de Súper Sábado sensacional                                       |
| 2016–2017       | El show del amor                        | Venevisión | Segmento de Súper sábado sensacional                                       |
| 2017            | Premios Grammy Latinos                  | Venevisión | Anfitrión oficial desde Venezuela                                          |
| 2018            | Rincón Social                           | Venevisión | Segmento de Súper sábado sensacional                                       |
| 2018            | Premio Lo Nuestro                       | Venevisión | Anfitrión oficial desde Venezuela                                          |
| 2018            | Festival Internacional de la Orquídea   | Venevisión | Programa especial transmitido desde Maracaibo por Súper Sábado Sensacional |
| 2018            | Presentación oficial del Miss Venezuela | Venevisión | Animador oficial                                                           |
| 2018–2021 2022– | Miss Venezuela                          | Venevisión | Coanimador Animador Oficial                                                |
| 2020-2021       | FlashBack                               | Venevisión | Animador                                                                   |
| 2020–           | Portadas al Día                         | Venevisión | Animador                                                                   |

### Radio
| Año           | Título            | Emisora         | Notas                        |
| ------------- | ----------------- | --------------- | ---------------------------- |
| 2016-Presente | Los Sensacionales | Advanta 98.7 FM | Locutor junto a Fanny Ottati |

## Distinciones
- Animador revelación del año (Mara Internacional, 2015)
- Animador de variedades del año (Mara Internacional, 2016)
- Animador de programa sabatino del año (Mara Internacional, 2017)